# Symphony X (album)
A Symphony X az amerikai Symphony X progresszív metal együttes debütáló albuma. Az 1994-ben megjelent albumot a Zero Corporation kiadó jelentette meg. Ez az egyetlen olyan lemezük, melyen nem Russell Allen énekes hallható, hanem Rod Tyler. Az album kereskedelmi sikertelensége és Allen hiánya miatt a rajongók ezt az albumot tartják a zenekar leggyengébb produktumának. Az együttes hangzásvilága ezen a lemezen még nem kristályosodott ki teljes mértékben, melyben Michael Romeo gitáros mellett, Russell Allen hangjának is fontos szerepe van.

## Számlista
1. "Into the Dementia" – 1:01
2. "The Raging Season" – 5:01
3. "Premonition" – 5:37
4. "Masquerade" – 4:28
5. "Absinthe and Rue" – 7:16
6. "Shades of Grey" – 5:41
7. "Taunting the Notorious" – 3:20
8. "Rapture or Pain" – 5:05
9. "Thorns of Sorrow" – 3:54
10. "A Lesson Before Dying" – 12:07

## Közreműködők
Zenészek
- Rod Tyler – ének
- Michael Romeo – gitár
- Thomas Miller – basszusgitár
- Michael Pinnella – billentyűs hangszerek
- Jason Rullo – dob

Produkció
- Producer: Symphony X
- Keverés: Mike Thompson & Symphony X
- Maszterelés: Joseph M. Palmaccio